# Jarmila Müllerová
Jarmila Müllerová (épouse Suková) née le 24 février 1901 à České Budějovice et morte le 24 avril 1944 à Prague est une nageuse tchécoslovaque recordwoman du monde ayant participé aux Jeux olympiques d'été de 1924 à Paris.

## Biographie
Le 29 juillet 1923, elle réalise 1 min 35 s au 100 mètres dos dames, à Prague, ce qui est alors le record du monde de la distance.
Aux Jeux olympiques d'été de 1924 à Paris, c'est sans surprise qu'elle est engagée sur cette distance. Le petit nombre de nageuses fait que les séries tiennent aussi lieu de demi-finales. Avec un temps de 1 min 37 s, elle termine deuxième de sa course et entre en finale. Elle réalise alors un très bon temps, en 1 min 31 s 20 et finit 5e, à 8 secondes de la championne olympique et recordwoman du monde Sybil Bauer.